# Schlosspark (Kyselka)

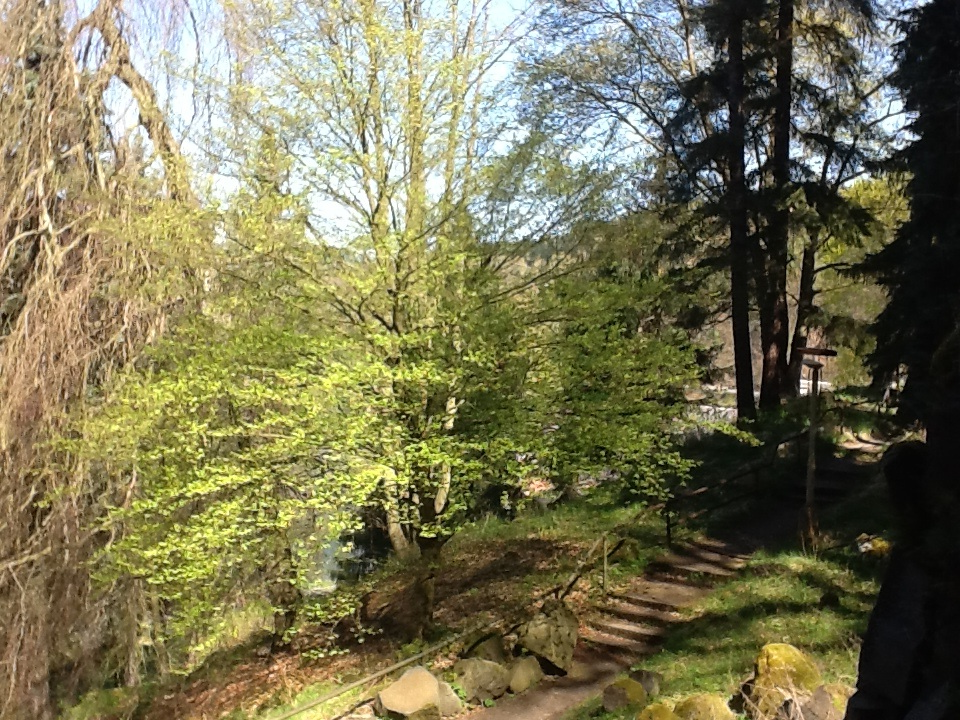
Verwilderte Bäume im Schlosspark Kyselka (2014)

Der Schlosspark ist eine der beiden Parkanlagen im ehemaligen Kurort Kyselka, der früher zur Villa Mattoni, die auch als Schloss bezeichnet wurde, gehörte und seit 2013 unter Denkmalschutz steht.

## Beschreibung

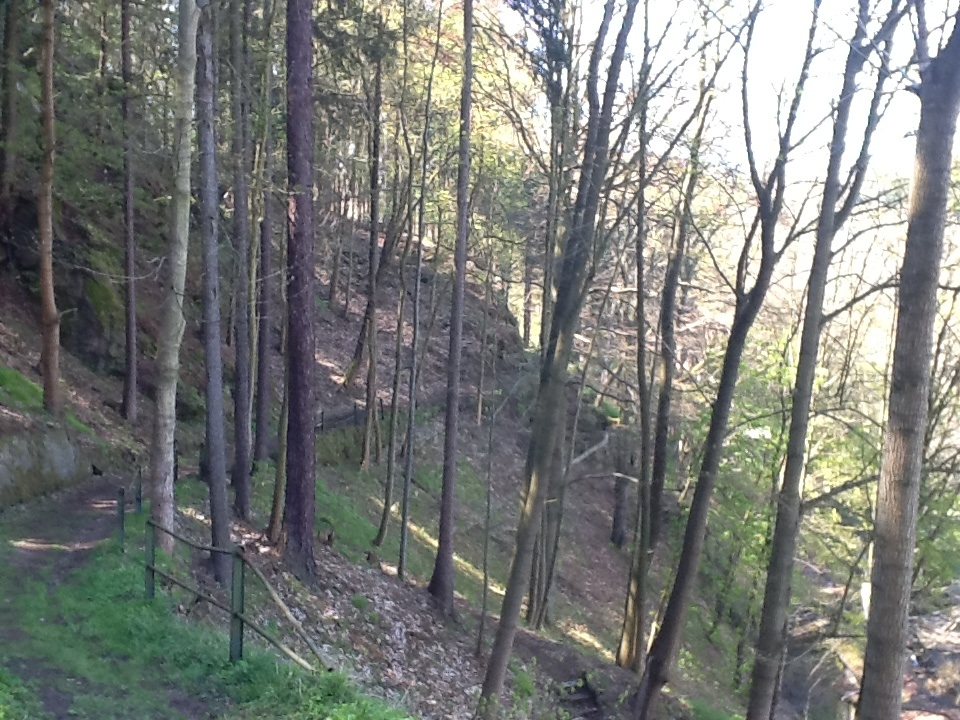
Vorderer Teil der Ostseite des Parks (2014)

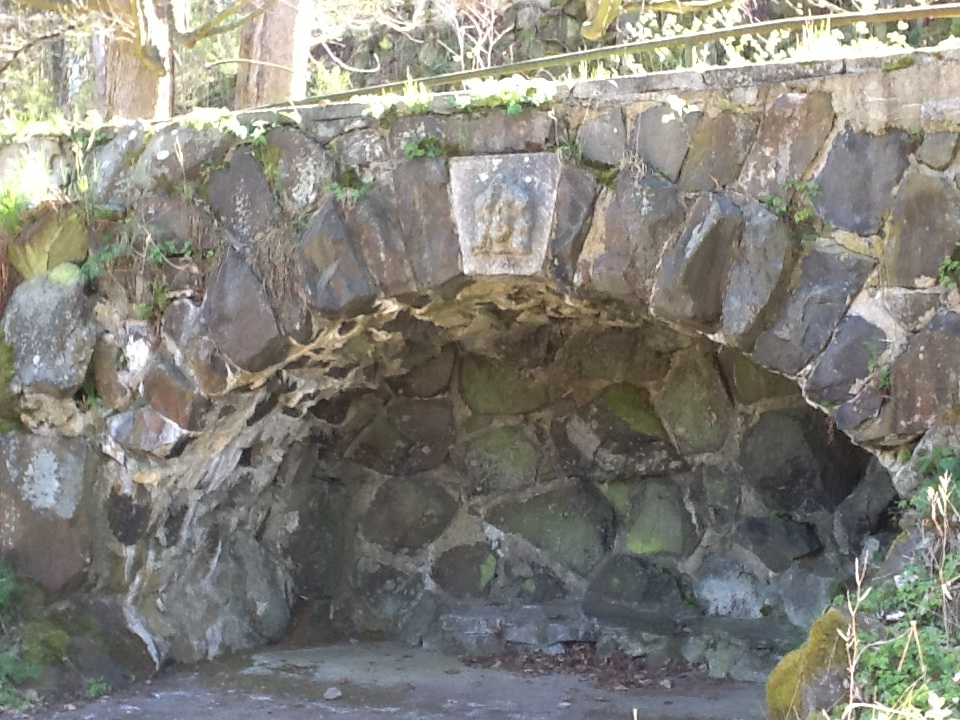
Ehemalige Sitzbank im Zentrum des Parks

Der im Südteil des Ortes liegende Park entstand zusammen mit dem Kurort und wurde vom Unternehmer Heinrich von Mattoni, der 1873 den Großteil des Ortes Gießhübl Puchstein aufgekauft hatte, großzügig erweitert. Danach wurde der Park in einen vorderen öffentlichen und einen hinteren privaten Teil, welcher der Garten der Villa Mattoni wurde, aufgeteilt. Durch den Bevölkerungszuwachs und die vielen Touristen konnte der Park großzügig gepflegt werden. Bedingt durch den Ausfall der meisten Kurgäste um 1918 bis 1921 verwilderte der Park, wurde jedoch 1923 wieder hergerichtet und neu bepflanzt. Nach der Vertreibung der meisten deutschen Einwohner verkam der Schlosspark erneut. Nachdem man 2012/13 mit der Restaurierung Kyselkas begonnen hatte, wurde auch der Park provisorisch aufgeräumt; viele umgefallene Bäume verschwanden, alte Bäume wurden beschnitten und die Wege wurden geräumt.

## Markante Baumexemplare

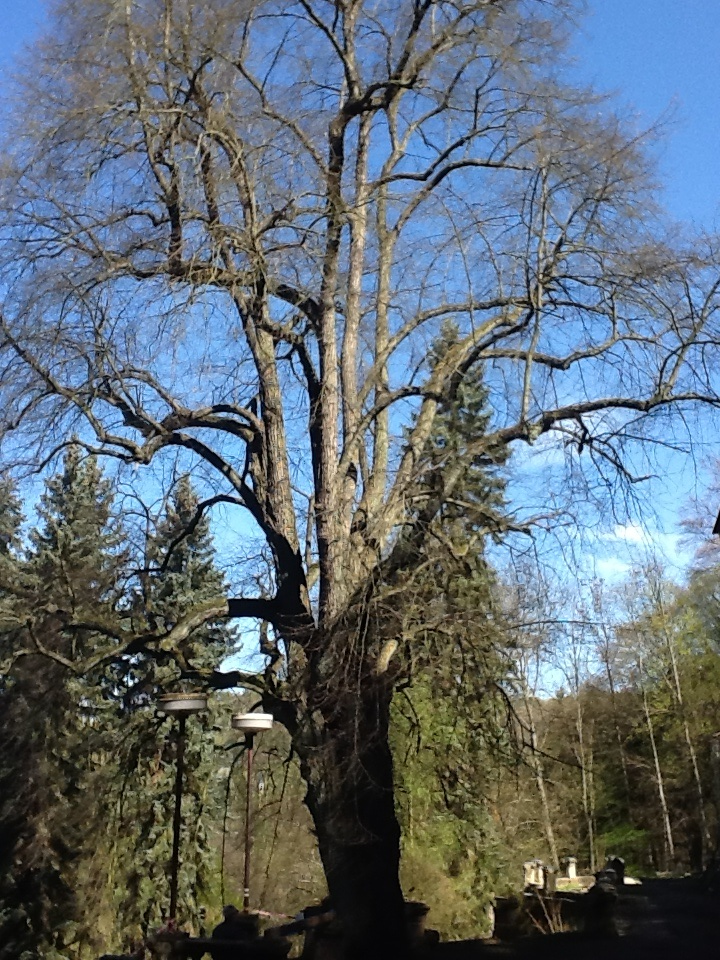
Alte Schlosslinde beim früheren Quellentempel, 2014

Den Plänen des tschechoslowakischen kommunistischen Regimes in Kyselka fielen in den 1950er Jahren die meisten alten Bäume des Parks zum Opfer. Sie wurden von 1949 bis 1954 durch junge Bäume ersetzt. Heute besitzt der Schlosspark noch folgende alte Baumexemplare:
- Doppelter Schlossahorn
- Alte Schlosslinde beim früheren Quellentempel
- Alte Kurbuche
- mehrere Weißtannen

Im Frühjahr 2013 wurden über der Otto-Kolonnade zwei Buchen gesetzt, die dem früheren Besitzer des Kurortes Freiherr Wilhelm Gemmrich von Neuberg und dessen erster Ehefrau Antonia gewidmet sind.